# NGC 4285
NGC 4285 في الفهرس العام الجديد، هي مجرة، تقع في كوكبة العذراء. اكتشفت في 6 مايو 1886 بواسطة لويس سويفت.

## روابط خارجية
- NGC 4285 على موقع ويكي سكاي: DSS2, SDSS, GALEX, IRAS, Hydrogen α, X-Ray, Astrophoto, Sky Map, Articles and images